# Liste der Monuments historiques in Thélod
Die Liste der Monuments historiques in Thélod führt die Monuments historiques in der französischen Gemeinde Thélod auf.

## Liste der Objekte
| Bezeichnung | Beschreibung                    | Standort                                   | Kennzeichnung | Schutzstatus | Datum | Bild |
| ----------- | ------------------------------- | ------------------------------------------ | ------------- | ------------ | ----- | ---- |
| Kruzifix    | Holz, Ende des 16. Jahrhunderts | in der Kirche St-Pierre-et-St-Epvre (Lage) | PM54001911    | Inscrit      | 1979  |      |